# Almost Blue (film)
Pour les articles homonymes, voir Almost Blue.
Pour plus de détails, voir Fiche technique et Distribution.

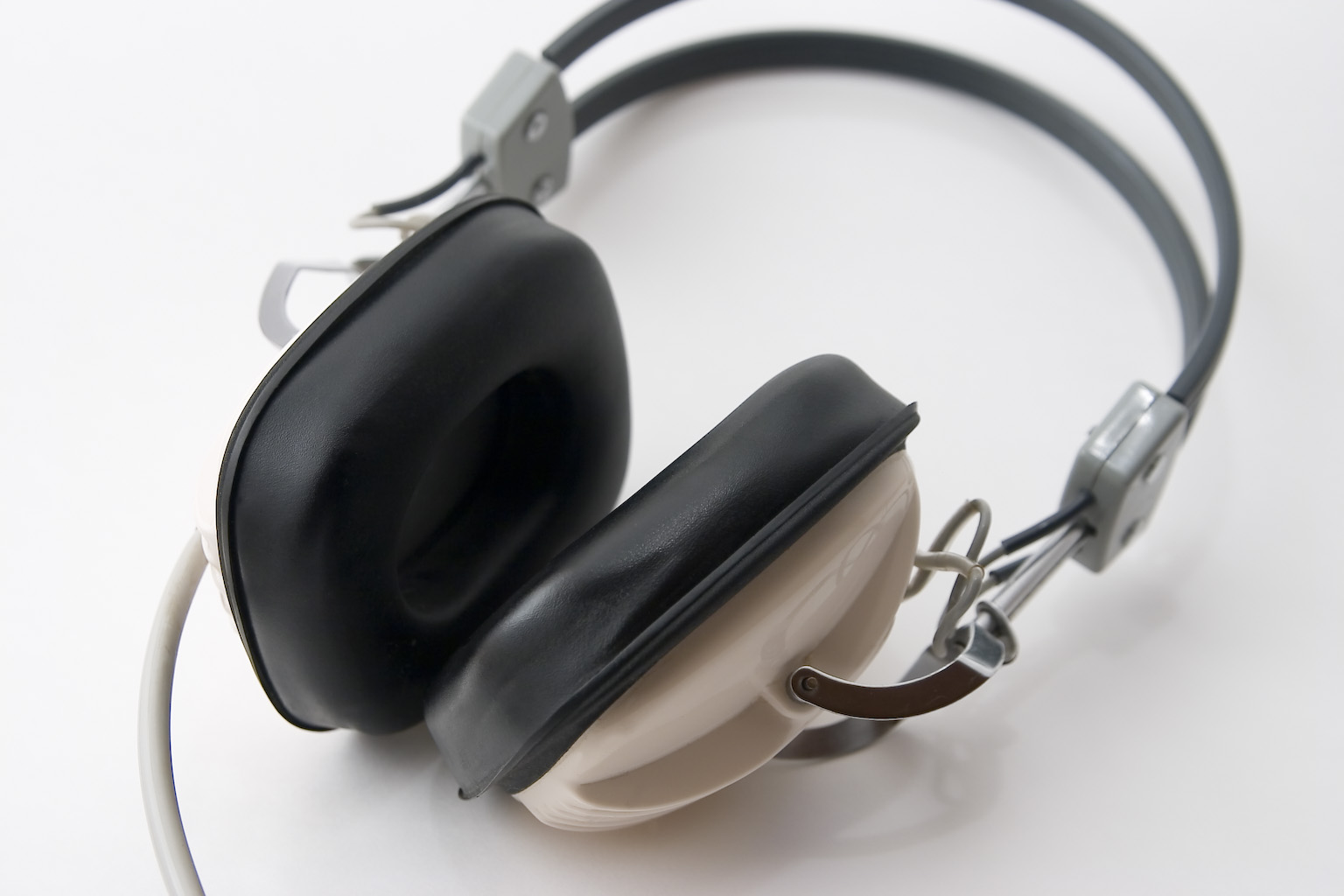

Almost Blue est un giallo italien réalisé par Alex Infascelli, sorti en 2000.
Il s'agit d'une adaptation du roman policier Almost Blue de l'écrivain italien Carlo Lucarelli.

## Synopsis
Dans la ville de Bologne, un tueur en série nommé l'Iguane sème la terreur et les morts. La commissaire Grazia Negro (Lorenza Indovina) mène l'enquête.

## Fiche technique
- Titre : Almost Blue
- Titre original : Almost Blue
- Réalisation : Alex Infascelli
- Scénario : Sergio Donati, Alex Infascelli, Luca Infascelli (it) d'après le roman Almost Blue de Carlo Lucarelli
- Photographie : Arnaldo Catinari
- Montage : Valentina Girodo
- Musique : Massimo Volume (it)
- Scénographie : Eugenia F. Di Napoli
- Costumes : Lia Morandini (it)
- Producteur : Vittorio Cecchi Gori
- Société de production : Cecchi Gori Group Tiger Cinematografica
- Pays d'origine :  Italie
- Langage : Italien
- Format : Couleur
- Genre : Giallo, film policier
- Durée : 82 minutes (1 h 22)
- Dates de sortie :
  -  Italie : 17 novembre 2000

## Distribution
- Lorenza Indovina: Grazia Negro
- Andrea Di Stefano: Vittorio Poletto
- Claudio Santamaria: Simone Martini
- Dario D'Ambrosi (it) : Matera
- Rolando Ravello (it) : Alessio Crotti
- Regina Orioli: Lorenza
- Benedetta Buccellato (it) : la mère de Simone
- Luciano Curreli : Raul Crotti
- Angelica di Maio : Vera
- Marco Giallini : Sarrina
- Alex Infascelli : Luther Blissett
- Marisa Solinas : veuve Lazzaroni
- Cesare Bocci (it)
- Sandro Giupponi
- Federico Pacifici
- Luis Molteni (it)
- Mario De Candia
- Gianluca Ramazzotti
- Francesco Venditti (it)
- Stefano Pesce (en)
- Luca Rossetti
- Paolo D'Agostino
- Sara Cavani
- Marco Mercante
- Costantino Valente
- Debora Menozzi
- Maurizio Gaudenzi

## Autour du film
- Le titre du roman dont est adapté le film fait référence au morceau Almost Blue de Chet Baker, lui-même inspiré du morceau éponyme d'Elvis Costello[1].
- Composé du morceau précédemment cité en introduction, le reste de la bande son du film est réalisé par le groupe rock italien Massimo Volume (it) et le disc jockey italien Lory D.

## Prix et distinctions
- Pour Alex Infascelli :
  - David di Donatello du meilleur réalisateur débutant en 2001.
  - Ruban d'argent du meilleur nouveau réalisateur en 2001.
  - Ciak d'oro de la meilleure première œuvre en 2001.